# Parahormius siculus
Parahormius siculus är en stekelart som beskrevs av Nixon 1940. Parahormius siculus ingår i släktet Parahormius och familjen bracksteklar. Inga underarter finns listade i Catalogue of Life.